# Кримски канат
Кримски канат или Кримски ханат, ханство (ктат. / отур. Qırım Hanlığı, Къырым Ханлыгъы / قرم خانلغى или Qırım Yurtu, Къырым Юрту / قرم يورتى; рус. Крымское ханство []; укр.  []) је била држава Кримских Татара од 1441. до 1784. године. Био је то канат, који је најдуже опстао након распада Златне хорде.

## Рани владари
Златна хорда се распала 1440-их јер је била растрзана грађанским ратовима. Тада је основано више каната, а један од њих је био Кримски канат, који је основан 1441. године. Оснивач је био кан Хаџи Герај. Канат је обухватао 
- полуострво Крим (сем јужног и југозападног дела и лука, које је контролисала Ђенова)
- степе јужне Русије и Украјине.

Након смрти Хаџи Гераја уследила је борба за власт његових синова. У тај сукоб се умешало Османско царство, па су поставили Менлија Гераја за кана. Османско царство је 1475. заузело кнежевину Теодоро и три колоније од Ђенове. Од тада је канат под протекторатом Османског царства. Обала Крима је постала османска провинција (санџак), а остатком Крима и северним степама управљали су канови.
Султани су се односили према кановима више као према савезницима, а не поданицима. Канове нису бирали у Цариграду, него су само одобравали постављање новог кана. Турци су признавали легитимитет канова по степама као потомака Џингис-кана. Канови су водили своју властиту спољну политику, која се знала разликовати од политике Османског царства. Односи између кана и султана су били предмет дипломатских односа. Канови су ковали властити новац и њихово име се спомињало на молитвама петком, а то су била два значајна елемента суверености. Нису плаћали данак Османском царству, него је Османско царство њима плаћало за услуге током ратних похода.
Савез кримских Татара и Османског царства је био сличан савезу Пољске и Литваније по значају и трајности. Кримска коњица је постала неопходна Турцима приликом похода у Европи (Пољска и Мађарска) и Азији (Персија). Кримски Татари су почели економски да зависе од плена. Када је почело лагано назадовање Османског царства плен се смањио, па је и Кримски канат назадовао.
Менли Герај је 1502. победио последњег кана Велике хорде и тада је Хорда престала да полаже права на Крим. У 16. веку, Кримски канат је полагао право као наследник Златне хорде, односно полагао је право на територије других каната наследника Златне хорде, а посебно на Казански канат и на Астрахански канат. Ривалство каната омогућило је Московској кнежевини, а касније Московској Русији да постане доминантна сила у регији.

## Политички и економски систем
Гираји воде порекло од Џингис-кана и такво племенито порекло омогућило им је да се потврде. Према традицији степе, владар је легитиман само ако може доказати порекло од Џингис-кана. Кримски Канат није следио османску идеологију и систем власти, него је следио традицију хорде. Кан је владао уз помоћ племићких породица бегова. Ногаји су припадали Астраханском канату до његова пада 1556. и тада су постали значајни у Кримском канату.
Територија каната је била подељена међу беговима, а испод бегова су били мирзе и племићке породице. Однос сељака и сточара према мирзама није био феудалан. Били су слободни, а исламски закон их је штитио од губитка тих права. Земља се заједнички обрађивала, а порез се разрезивао по селу. Порез је представљао десетину пољопривредног производа или дванаести део стоке. За време последњег кана извршена је реформа према турском моделу.
Кримски закон је био базиран на татарском закону, исламском закону и нешто ствари из турских закона. Муфтија је био главни свештеник, кога је бирало месно свештенство. Муфтијина администрација контролисала је велику црквену земљу. Отомански султан је постављао кадијааскера, који је контролисао канатске судске јединице, којима су управљале кадије. Кадије су теоретски зависиле од кадијааскера, али практично су зависиле од кана и вођа кланова.
Религиозне мањине (Грци, Јермени, Кримски Готи, Черкези, Ђеновљани, Кримски Караити и Јевреји) живеле су у градовима и насељима, често у одвојеним четвртима. Имали су властите религиозне и судске институције. Контролисали су финансије и трговину, а плаћали су порез као компензацију за неслужење у војсци. Нема доказа да је било неке дискриминације. Живели су као кримски Татари и говорили су њихов језик.
Номадски Татари били су сточари. Крим је имао значајне трговачке луке, којима је роба ишла преко Пута свиле и извозила се у Османско царство и Европу. Кримски канат је имао мноштво живописних градова са каравансарајима, хановима, трговачким четвртима, млиновима. Кримски Татари су учествовали у трговини, пољопривреди и занатима. На Криму се производило много вина, дувана и воћа. Ћилими су се извозили у Пољску, а ножеви су били међу најбољима на Кавказу. Ипак, највећи извор прихода је био ратни плен, углавном у виду словенских робова, понајвише Руса, које су даље продавали у Османско царство.

## Златно доба
Кримски канат је био једна од највећих сила у Источној Европи до 18. века. Играли су битну улогу у одбрани граница муслиманског света против Московске Русије и Пољске. У процесу који се звао "жетва степе" поробљавали су многе словенске сељаке и узимали ратни плен, од чега би кану припадао део од 10 до 20%. Понекад је походе предводио кан, а много пута су били појединачни походи, од којих је много било и против воље кана.
Све до почетка 18. века канат је био укључен у велику трговину робљем у Османском царству и Блиском истоку. Кефе је била најпознатија лука за трговину робовима. Постоје истраживачи, који процењују да је око 3 милиона људи било одведено у робље за време Кримског каната. Једна од најпознатијих жртава била је Рокселана, која је постала супруга Сулејмана Величанственог. Константна опасност од Татара довела је до стварања козака.
Татари су обично нападали дуж вода. Њихов главни пут према Москви је био од Перекопа, до Туле. Када би зашли довољно дубоко, око 100 до 200 километара у територију окренули би се и кренули у пљачку и хватање робова. Русија је мобилисала до 65.000 војника у пролеће, што је било тешко оптерећење за државу. Обала реке Оке близу Москве је била последња линија одбране. Козаци и млади племићи би организовали страже да знају кретање Татара у степи.
Кримски канат је имао и неколико пута савезе са Пољском-Литванијом или са козацима из Пољске Литваније против Московске Русије. Подручје око кога се ратовало било је јако значајно за Русију, јер је то било плодније подручје са блажом климом.

## Назадовање
Са назадовањем Османског царства и променом односа снага у Европи започело је и назадовање Кримског каната. Из османских похода су се враћали без плена, празних руку, а татарска коњица је имала велике губитке како су модерне европске војске имале све више јачих топова. При крају 17. века Русија је постала превише снажна за кримске Татаре, па више нису могли пљачкати као некад. Нису могли изводити пљачкашке походе у Русији и Украјини. Економске невоље су довеле и до унутрашње борбе за власт. При крају каната и Ногаји су престали да подржавају кана.
У првој половини 17. века Калмици су основали Калмички канат на доњој Волги и почели су ратовати против Кримског каната и Ногаја. Калмички канат је постао руска вазална држава и учествовао је у руским походима 17. и 18. века са до 40.000 коњаника.
Уједињене руске и украјинске снаге нападале су у кримским походима 1687. до 1689. и у Руско-турском рату (1735—1739). Руси су тада успели да заузму делове Крима.
За време последњег кана Руси су имали већ велики утицај у канату, у коме је избио грађански рат. Катарина Велика се умешала у грађански рат 1783. и анектирала је Крим Русији.